# 生態法季刊
《生態法季刊》（Ecology Law Quarterly）是一份1971年發行的學術期刊。該期刊每年出版四次，內容涵蓋環境法律相關的評論。目前，期刊的主編是Heather Welles。據2012年的期刊引證報告指，《生態法季刊》的影響因子為0.53。

## 資料來源
1. ↑  .   [2014-04-20]. （原始内容存档于2019-06-11）.

## 外部連結
- 官方网站